# 울프슨 마이크로일렉트로닉스
울프슨 마이크로일렉트로닉스(영어: Wolfson Microelectronics)은 영국의 전자 제품 부품 제조및 판매 회사이다.